# Anivský mys
Anivský mys (rusky Анива мыс) je těžko přístupný skalní ostroh v Ochotském moři v jihovýchodní části ostrova Sachalin.
Na italské mapě z roku 1682 od Giacoma Cantelliho (1643–1695) je mys uveden pod názvem capo di Aniwa.
V roce 1939 byl na útesu poblíž mysu postaven Anivský maják. Do roku 1949 se poblíž mysu nacházela osada Širetoko, k 1. prosinci 1941 zde žilo 4 789 lidí. V současnosti je mys neobydlený.

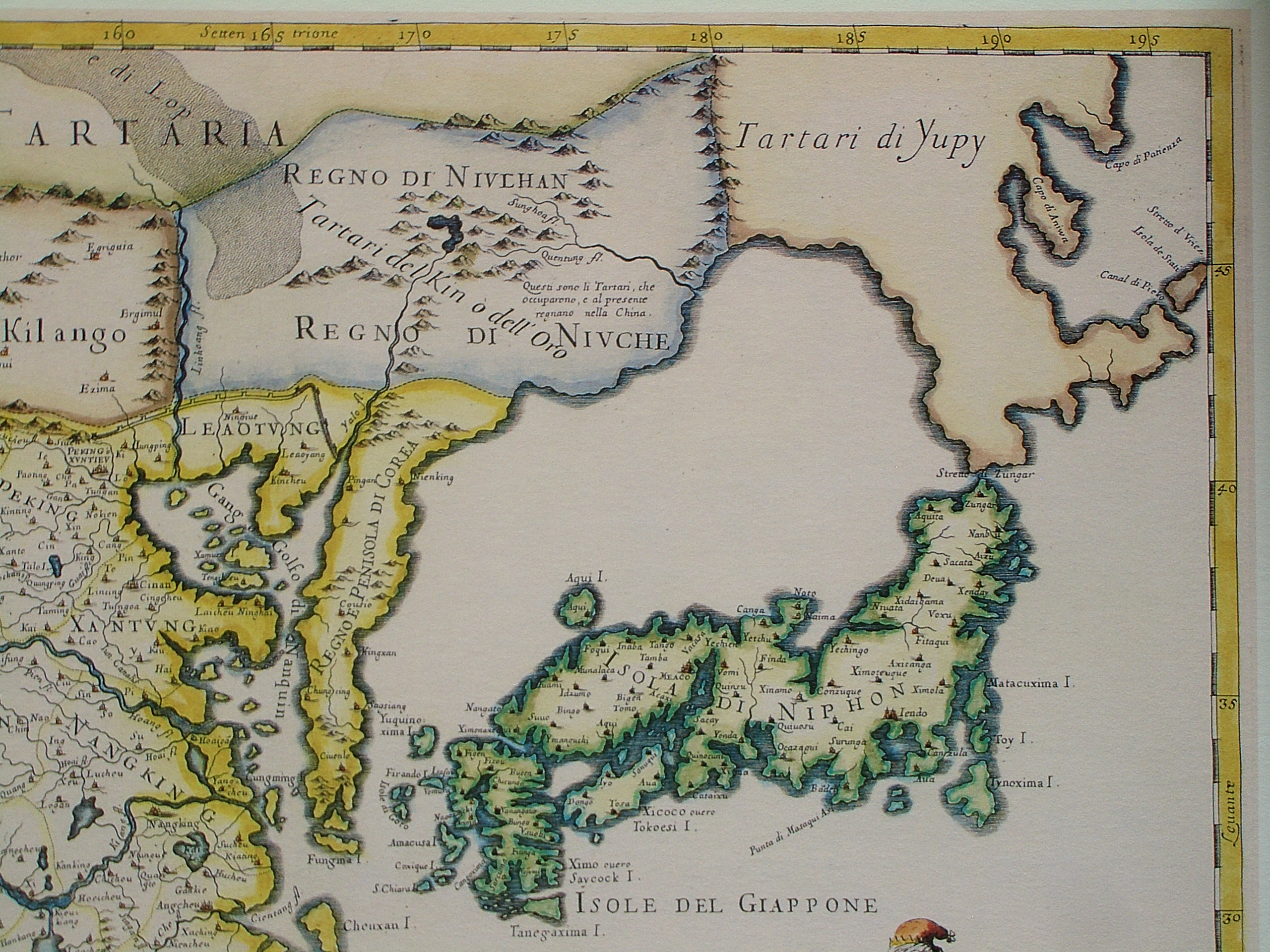
Mapa 1682 s mysem Aniva (vpravo nahoře)